# 算子 (編程)
算子或運算符（operator）在電腦編程上是指一種程式語言裡面行為類似函數的東西，他們可以進行諸如「加減」（+和-）或者「比較兩個數的大小」（<和>）以及逻辑运算等運算。編程语言通常内置一組运算符，某些情况下用户可以為现有的运算符添加新的含义，甚至定义全新的运算符。

## 「砌」算子
在程式語言的設計（程式語言理論）中，比較複雜的算子通常都有是由簡單或者「基礎」的算子「砌」出來；舉個簡單例子，想像現在一隻程式語言要通過陳述式語句來進行「比較兩個數值」的運算－需要用到 =（等於）、>（大於）、<（小於）、>=（大於或者等於）... 等算子，其實這些算子都可以靠 < 就可以砌出來：
- 假設現在的編程語言
  1. 能夠理解到什麼是 <（小於；lessThan）與 not（邏輯非），
  2. 知道 if... then... 這樣的條件陳述式，以及
  3. 能處理布林（真和假）的輸入輸出；
- >=（大於或者等於）可以定義為：
 public static boolean greaterThanOrEqualTo(int a, int b) {
   return not(lessThan(a, b));
 }

如果 a < b，name lessThan(a, b) 會輸出 1（真），而 return not(lessThan(a, b)) 那麼這個程序就會輸出 0，這樣就定義了 >=－因為a < b 就表示「a >= b」為假。
- 而 =（等如）也可以這樣定義：
 public static boolean equalTo(int a, int b) {
   if (greaterThanOrEqualTo(a, b))
     return greaterThanOrEqualTo(b, a);
   else
     return false;
 }

如果 b = a，greaterThanOrEqualTo(a, b)（上面定義了）會出 1（真），而接下來 greaterThanOrEqualTo(b, a) 又會輸出 1，於是 return greaterThanOrEqualTo(b, a) 就會讓這個程序輸出 1，如果 greaterThanOrEqualTo(a, b) 或者 greaterThanOrEqualTo(b, a) 輸出的是 0（假），那麼這個程序就會輸出 0。

... 如此類推。